# Poirot rechnet ab
Poirot rechnet ab (Originaltitel: Poirot investigates) ist eine Sammlung von Kriminalgeschichten von Agatha Christie. Sie erschien zuerst im März 1924 im Vereinigten Königreich bei The Bodley Head. Christie schrieb auf Anregung ihres Lektors Bruce Ingram, der von Poirot in Das fehlende Glied in der Kette stark beeindruckt war, ab 1922 auch Kurzgeschichten. Sie wurden wie folgt veröffentlicht. In den elf Kriminalgeschichten löst der berühmte, exzentrische Detektiv Hercule Poirot eine Reihe von geheimnisvollen Fällen aus Eifersucht, Gier und Rache. Die amerikanische Version dieses Buches wurde von Dodd, Mead and Company 1925 veröffentlicht. Sie enthält drei weitere Geschichten. Die Deutsche Erstausgabe erschien 1959 unter dem Titel Poirot rechnet ab: Kriminalgeschichten. in der bis heute verwendeten Übersetzung von Ralph von Stedman im Desch Verlag München, Wien, Basel. Heute liegen die Rechte beim Scherz Verlag, welcher 2003 vom Fischer Verlag übernommen wurde.
Es ermitteln Hercule Poirot, Captain Arthur Hastings und der bereits aus vorherigen Poirot-Romanen bekannte Chefinspektor Japp. Schauplätze sind London sowie wechselnde Orte in England, in Frankreich und in Ägypten. Die Geschichte Der raffinierte Aktendiebstahl spielt teilweise im Hafen von New York City.

## Die Kriminalgeschichten

### Die Augen der Gottheit
(Originaltitel The Adventure of The Western Star)

#### Handlung
Poirot erhält Besuch von Miss Mary Marvell, einem berühmten amerikanischen Filmstar, die sich gerade in London aufhält. Sie hat von einem Chinesen drei Briefe erhalten, in denen sie aufgefordert wird, ihren berühmten Diamanten – den Western Star – dahin zurückzugeben, wo er herkomme – als das linke Auge einer chinesischen Gottesstatue, und zwar noch vor dem nächsten Vollmond. Sie bekam den Stein vor drei Jahren von ihrem Mann Gregory Rolf geschenkt, der ihn in San Francisco von einem Chinesen gekauft hatte. Das rechte Auge der Gottheit ist im Besitz von Lord und Lady Yardly. Auf deren Landsitz werden Mary Marvell und Gregory Rolf eingeladen, um ein Filmprojekt zu besprechen, das auf Schloss Yardly gedreht werden soll. Trotz der Drohungen will Mary ihren Diamanten tragen. Aus rein beruflichen Gründen lesen sowohl Poirot als auch Hastings diverse Klatschzeitungen. Sie erinnern sich, dass Rolf und Lady Yardly bis vor drei Jahren liiert waren. Nachdem Mary Marvel gegangen ist, geht Poirot aus und Hastings erhält Besuch von Lady Yardly (sie kommt auf Empfehlung von Mary Cavendish aus Das fehlende Glied in der Kette). Hastings „schließt“, dass auch sie warnende Briefe erhalten habe. Ihr Mann hat Schulden und plant, ihren Diamanten zu verkaufen. Poirot fährt nach Schloss Yardly. Nach dem Essen will Lady Yardly ihren Diamanten präsentieren. Die Lichter werden gelöscht, plötzlich hört man einen Schrei. Lady Yardly liegt in der Halle. Ein Chinese hat sie überfallen und den Diamanten gestohlen. Am nächsten Tag wird auch Marys Diamant aus ihrem Londoner Hotel gestohlen.
Poirot macht seine Ermittlungen und kann den Yardlys schließlich zu ihrem Diamanten verhelfen. Er erklärt Hastings, dass es niemals zwei Diamanten und auch keinen Chinesen gegeben habe – das seien alles Rolfs Erfindungen. Vor drei Jahren habe Rolf in den USA eine Affäre mit Lady Yardly gehabt und sie danach erpresst, woraufhin sie ihm den Diamanten gab, den er dann seiner Frau zur Hochzeit geschenkt habe. Lady Yardly habe eine Kopie anfertigen lassen, die sie seither präsentierte. Als nun ihr Mann den Stein verkaufen wollte, habe sie sich an Rolf gewandt, der den Tausch und den Diebstahl inszenierte. Mit einigem Nachdruck kann Poirot Rolf dazu bringen, den echten Diamanten an Lady Yardly zurückzugeben und sie und ihren Mann in Ruhe zu lassen.

#### Erste Veröffentlichung im Vereinigten Königreich
The Adventure of „The Western Star“: 11. April 1923 - The Sketch Magazine Ausgabe 1576, unillustriert.

#### Erste Veröffentlichung in den Vereinigten Staaten
The Adventure of The Western Star (unter dem Titel The Western Star): Februar 1924 - Blue Book Magazine Band 38, Nr. 4, eine kleine unsignierte Illustration.

#### Wichtige spätere Veröffentlichungen in Sammlungen
- März 1924, Poirot investigates, The Bodley Head (John Lane, Vereinigtes Königreich)
- 1925, Poirot investigates, Dodd, Mead and Company (New York)
- 1959, Poirot rechnet ab: Kriminalgeschichten, deutsche Erstausgabe, Übersetzung von Ralph von Stedman, Desch Verlag, München, Wien, Basel[6]

#### Verfilmungen
Für die englische Fernsehserie Agatha Christie’s Poirot mit David Suchet als Poirot, Hugh Fraser als Hastings, Philip Jackson als Japp und Pauline Moran als Miss Lemon adaptiert und verfilmt in Staffel 2.

### Die Tragödie von Marsdon Manor
(Originaltitel The Tragedy at Marsdon Manor)

#### Handlung
Poirot wird von einem Freund, der Direktor der Northern Union Versicherungsgesellschaft ist, gebeten, Ermittlungen aufzunehmen. Es geht um den Tod eines Mannes mittleren Alters, der nur wenige Wochen, nachdem er eine Lebensversicherung über fünfzigtausend Pfund abgeschlossen hatte, an inneren Blutungen gestorben ist.
Es wird erzählt, dass der Tote, Mr. Maltravers, sich zu Lebzeiten in einer schwierigen finanziellen Situation befunden haben soll. Mit der Einzahlung seines letzten Geldes in die Lebensversicherung und einem anschließenden Suizid wollte er seiner jungen schönen Frau die Zukunft sichern. Poirot und Hastings fahren nach Marsdon Manor in Essex, wo der tote Mann auf dem Gelände gefunden worden war, mit einem Gewehr für die Vogeljagd an seiner Seite. Das erste Gespräch mit der Witwe ergibt nichts Besonderes. Gerade als sie wieder abreisen wollen, trifft ein junger Mann ein, Captain Black. Von einem Gärtner erfahren sie, dass dieser auch schon in der Nacht vor dem Tod im Haus gewesen sei. Poirot führt auch mit Captain Black ein Gespräch, das nichts Neues ergibt. Durch Wort-Assoziationen bekommt Poirot heraus, dass der Captain jemanden in Ostafrika kannte, der mit einer Vogelflinte Selbstmord begangen hatte. Diese Geschichte hatte der Captain auch beim Dinner erzählt und Poirot stellt fest, dass dadurch Mrs. Maltravers die Idee bekommen habe, ihren Mann zu töten. Sie bat ihrem Mann, den Selbstmord zu demonstrieren, und als er das Gewehr im Mund hatte, drückte sie ab. Der ahnungslose örtliche Arzt bestätigte den natürlichen Tod. Um die Witwe zu einem Geständnis zu bringen, engagiert Poirot einen Schauspieler, der den verstorbenen Ehemann spielt. Völlig erschrocken gesteht sie.

#### Erste Veröffentlichung im Vereinigten Königreich
The Tragedy at Marsdon Manor: 18. April 1923 - The Sketch Magazine Ausgabe 1577, unillustriert.

#### Erste Veröffentlichung in den Vereinigten Staaten
The Tragedy at Marsdon Manor (unter dem Titel The Marsdon Manor Tragedy): März 1924 - Blue Book Magazine, Band 38, Nr. 5, eine kleine unsignierte Illustration.

#### Wichtige spätere Veröffentlichungen in Sammlungen
- März 1924, Poirot investigates, The Bodley Head (John Lane, Vereinigtes Königreich)
- 1925, Poirot investigates, Dodd, Mead and Company (New York)
- 1959, Poirot rechnet ab: Kriminalgeschichten, deutsche Erstausgabe, Übersetzung von Ralph von Stedman, Desch Verlag, München, Wien, Basel[6]

#### Verfilmungen
Für die englische Fernsehserie Agatha Christie’s Poirot mit David Suchet als Poirot, Hugh Fraser als Hastings, Philip Jackson als Japp und Pauline Moran als Miss Lemon adaptiert und verfilmt in Staffel 3.

### Die mysteriöse Wohnung
(Originaltitel The Adventure of the Cheap Flat)

#### Handlung
Hastings ist zu Gast bei Freunden. Mit einigen anderen Freunden diskutiert man die Lage auf dem Londoner Wohnungsmarkt. Ein junges Paar, die Robinsons, erzählt der Gesellschaft, dass es ihnen gelungen sei, im vornehmen Londoner Stadtbezirk Knightsbridge eine Wohnung zu einem unglaublich günstigen Preis anzumieten. Und das, obwohl es schon viele Bewerber für diese Wohnung gegeben habe.
Am nächsten Tag erzählt er Poirot davon, der sofort interessiert ist und mit seinen Untersuchungen beginnt. Als erstes gehen sie zu dem Haus, in dem sich die Wohnung befindet. Vom Portier erfahren sie, dass die Wohnung seit sechs Monaten an die Robinsons vermietet sei, obwohl die ja erzählt hatten, erst jetzt einen Vertrag unterschrieben zu haben. Poirot mietet sich ebenfalls eine Wohnung in diesem Haus und mit Hilfe des Kohlenliftes verschafft er sich Zugang zur Wohnung der Robinsons. Er blockiert auch das Schloss zum Lift, so dass er sich jederzeit wieder Zugang verschaffen kann. Von Poirot erfährt Hastings, dass Inspektor Japp ihm mitgeteilt habe, dass der Italiener Luigi Valdarno in den Besitz wichtiger amerikanischer Marinepläne gekommen sei. Bevor er jedoch in New York getötet wurde, habe er sie an die internationale Spionin Elsa Hardt und ihren Komplizen weitergegeben. Die Beschreibung von Elsa Hardt stimmt mit der von Mrs. Robinson überein.
In der Nacht legen sich Poirot und Hastings in der leeren Wohnung auf die Lauer. Sie fassen einen anderen Italiener, der gekommen war, um den Tod von Luigi Valdarno zu rächen. Es gelingt ihnen, ihn zu entwaffnen. Gemeinsam begeben sie sich zu einem anderen Haus in London. Poirot hat nämlich herausgefunden, dass die beiden Spione vorher als Mr. und Mrs. Robinson in Knightsbridge lebten. Dort hatte sie Angst um ihr Leben bekommen und die Chance genutzt, unterzutauchen, indem sie die Wohnung an ein echtes Ehepaar Robinson vermieteten. Sie hofften, dass die echten Robinsons an ihrer Stelle getötet würden.
Poirot und Hastings überlisten Elsa Hardt, sie verrät das Versteck der gestohlenen Pläne und Japp verhaftet sie und ihren Komplizen. Der Italiener entkommt.

#### Erste Veröffentlichung im Vereinigten Königreich
The Adventure of the Cheap Flat: 9. Mai 1923 - The Sketch Magazine Ausgabe 1580, unillustriert.

#### Erste Veröffentlichung in den Vereinigten Staaten
The Adventure of the Cheap Flat: Mai 1924 - Blue Book Magazine Band 39, Nr. 1, eine kleine unsignierte Illustration.

#### Wichtige spätere Veröffentlichungen in Sammlungen
- März 1924, Poirot investigates, The Bodley Head (John Lane, Vereinigtes Königreich)
- 1925, Poirot investigates, Dodd, Mead and Company (New York)
- 1959, Poirot rechnet ab: Kriminalgeschichten, deutsche Erstausgabe, Übersetzung von Ralph von Stedman, Desch Verlag, München, Wien, Basel[6]

#### Verfilmungen
Für die englische Fernsehserie Agatha Christie’s Poirot mit David Suchet als Poirot, Hugh Fraser als Hastings, Philip Jackson als Japp und Pauline Moran als Miss Lemon adaptiert und verfilmt in Staffel 2.

### Das Mysterium von Hunter’s Lodge
(Originaltitel The Mystery of Hunter’s Lodge)

#### Handlung
Poirot liegt mit Grippe im Bett, als er und Hastings Besuch von einem Mr. Roger Havering bekommen, dem zweiten Sohn von Baron Windsor, der vor einigen Jahren mit einer Schauspielerin verheiratet war. Mr. Havering blieb den letzten Abend in seinem Klub in London und am folgenden Morgen erhielt er ein Telegramm von seiner Frau: Sein Onkel, Harrington Pace, sei am Abend zuvor ermordet worden und er möge einen Detektiv mitbringen. Da Poirot indisponiert ist, begibt sich Hastings mit Havering zur Szene des Verbrechens nach Derbyshire.
Mr. Pace, ein gebürtiger Amerikaner und der Bruder von Mr. Haverings Mutter, ist Eigentümer der einsamen Jagdhütte Hunter’s Lodge in den Mooren von Derbyshire. Als Hastings und Havering dort ankommen, treffen sie auf Inspektor Japp, der die Ermittlungen in diesem Fall übernommen hat.
Als Havering hinausgeht, um Fragen zu beantworten, spricht Hastings mit der Haushälterin, Mrs. Middleton, die ihm erzählt, dass sie am gestrigen Abend einem schwarzbärtigen Mann geöffnet habe, der Mr. Pace sprechen wollte. Sie und Mrs. Havering waren außerhalb des Jagdzimmers, in dem sich die beiden Männer unterhielten, als der Schuss fiel. Die Tür war verschlossen, aber sie fanden ein offenes Fenster, durch das sie in den Raum gelangten. Sie fanden Mr. Pace tot – erschossen mit einer der beiden Revolver, die immer in einer Vitrine im Zimmer lagen. Der benutzte Revolver und der schwarzbärtige Mann sind verschwunden. Mrs. Middleton schickt Mrs. Havering zu Hastings, der darum gebeten hatte, mit ihr zu sprechen. Sie bestätigt die Geschichte der Haushälterin. Japp bestätigt ebenso das Alibi von Havering, indem er seine Fahrten mit dem Zug und seinen Aufenthalt im Londoner Klub untersucht. Aber bald wird ein Revolver in einem Paket zwischen den Schienen in Ealing gefunden, bei dem es sich um die vermisste Waffe handeln muss.
All das kabelt Hastings an Poirot, aber der interessiert sich nur für die Kleidung, welche die beiden Frauen getragen haben. Er möchte von beiden auch eine Beschreibung. Als er sie erhalten hat, schreibt er zurück: Mrs. Middleton soll verhaftet werden. Doch sie kann verschwinden, bevor seine Instruktionen ausgeführt werden. In den nun folgenden Ermittlungen kann keine Spur von ihr gefunden werden, weder bei der Agentur, die sie vermittelt haben soll, noch über ihre Ankunft in Derbyshire. Als Hastings nach London zurückgekehrt ist, teilt ihm Poirot seine Theorie mit: Mrs. Middleton habe niemals existiert und sei in Wirklichkeit die verkleidete Mrs. Zoe Havering gewesen, die vor ihrer Ehe Schauspielerin gewesen war. Niemand außer den Haverings habe die beiden Frauen jemals zur selben Zeit gesehen. Havering sei mit einem der Revolver nach London gefahren, wo er sich diesem in Ealing entledigte, nachdem er zuvor einen Schuss abgegeben hatte. Mrs. Havering habe den Onkel dann mit dem anderen Revolver erschossen. Japp ist von dieser Theorie überzeugt, hat aber nicht genug Beweise für eine Verhaftung. Das Ehepaar erbt das Vermögen ihres Onkels – aber die Gerechtigkeit holt sie bald ein: Sie sterben bei einem Flugzeugabsturz.

#### Erste Veröffentlichung im Vereinigten Königreich
The Mystery of Hunter’s Lodge: 16. Mai 1923 - The Sketch Magazine Ausgabe 1581, unillustriert.

#### Erste Veröffentlichung in den Vereinigten Staaten
The Mystery of Hunter’s Lodge (unter dem Titel The Hunter’s Lodge Case): Juni 1924 - Blue Book Magazine Band 39, Nr. 2, eine kleine unsignierte Illustration.

#### Wichtige spätere Veröffentlichungen in Sammlungen
- März 1924, Poirot investigates, The Bodley Head (John Lane, Vereinigtes Königreich)
- 1925, Poirot investigates, Dodd, Mead and Company (New York)
- 1959, Poirot rechnet ab: Kriminalgeschichten, deutsche Erstausgabe, Übersetzung von Ralph von Stedman, Desch Verlag, München, Wien, Basel[6]

#### Verfilmungen
Für die englische Fernsehserie Agatha Christie’s Poirot mit David Suchet als Poirot, Hugh Fraser als Hastings, Philip Jackson als Japp und Pauline Moran als Miss Lemon adaptiert und verfilmt in Staffel 3.

### Der raffinierte Aktiendiebstahl
(Originaltitel The Million Dollar Bond Robbery)

#### Handlung
Poirot erhält Besuch von Miss Esmée Farquhar. Sie ist die Verlobte von Philip Ridgeway. Sie bittet Poirot, die Unschuld ihres Verlobten zu beweisen. Ridgeway ist der Neffe von Mr. Vavasour, dem General Manager der London and Scottish Bank, dem Aktien im Millionenwert entwendet worden sind. Poirot trifft Ridgeway im Cheshire Cheese, wo dieser ihn mit den Fakten des Falls bekannt macht: Er wurde von seinem Onkel und dem anderen Generalmanager der Bank, einem Mr. Shaw, mit der Aufgabe betraut, eine Million Dollar in Liberty Bonds nach New York zu bringen, um die Kreditlinie der Bank dort zu erweitern. Die Bonds wurden in Ridgeways Anwesenheit in London gezählt, in ein Paket verpackt, versiegelt und dann in einen Koffer mit einem speziellen Schloss gelegt. Das Paket verschwindet einige Stunden, bevor die Olympia (das Schiff, auf dem Ridgeway reist) in New York anlegt. Die Schlösser am Koffer sind aufgebrochen. Der Zoll wird alarmiert. Das Schiff wird durchsucht, es wird jedoch nichts gefunden. Der Dieb bringt die Bonds in New York so schnell zum Verkauf, dass ein Händler schwört, die Bonds vor dem Anlegen des Schiffes gekauft zu haben. Die beiden Geschäftsführer bestätigen Ridgeways Version der Geschichte. Poirot reist nach Southampton, wo die Olympia gerade wieder von einer Atlantiküberquerung zurückgekehrt ist. Die Stewards bestätigen, dass auf der Reise die Kabine neben Ridgeway von einem älteren Herrn mit Brille belegt war, der die Kabine so gut wie nie verlassen habe. Zurück in London, trifft sich Poirot mit Ridgeway und dessen Verlobter, um ihnen den Fall zu erklären. Die echten Bonds seien niemals in dem Koffer gewesen. Stattdessen seien sie mit einem anderen schnelleren Schiff, der Gigantic, nach New York geschickt worden, wo sie vor der Olympia angekommen seien. Der Komplize in New York habe die Anweisung gehabt, die Bonds erst zu verkaufen, nachdem die Olympia angelegt habe. Er habe jedoch diese Anweisungen missachtet und die Bonds eine halbe Stunde vor der Ankunft des Schiffs zum Verkauf gebracht. In dem Koffer sei ein falsches Paket gewesen, das der Drahtzieher des Verbrechens mit einem Nachschlüssel ausgetauscht und dann über Bord geworfen habe – und das sei Mr. Shaw gewesen, der behauptet hatte, während der zwei Wochen des Ereignisses krank gewesen zu sein.

#### Erste Veröffentlichung im Vereinigten Königreich
The Million Dollar Bond Robbery: 2. Mai 1923 - The Sketch Magazine Ausgabe 1579, unillustriert.

#### Erste Veröffentlichung in den Vereinigten Staaten
The Million Dollar Bond Robbery (unter dem Titel The Great Bond Robbery): April 1924 - Blue Book Magazine Band 38 Nr. 6, eine kleine unsignierte Illustration.

#### Wichtige spätere Veröffentlichungen in Sammlungen
- März 1924, Poirot investigates, The Bodley Head (John Lane, Vereinigtes Königreich)
- 1925, Poirot investigates, Dodd, Mead and Company (New York)
- 1959, Poirot rechnet ab: Kriminalgeschichten, deutsche Erstausgabe, Übersetzung von Ralph von Stedman, Desch Verlag, München, Wien, Basel[6]

#### Verfilmungen
Für die englische Fernsehserie Agatha Christie’s Poirot mit David Suchet als Poirot, Hugh Fraser als Hastings, Philip Jackson als Japp und Pauline Moran als Miss Lemon adaptiert und verfilmt in Staffel 3.

### Das Abenteuer des ägyptischen Grabes
(Originaltitel The Adventure of the Egyptian Tomb)

#### Handlung
Poirot wird von Lady Willard, der Witwe des Ägyptologen Sir John Willard, konsultiert. Er war der Archäologe bei der Ausgrabung des Grabes von Pharao Men-her-Ra in der Nähe der Pyramiden von Gizeh, die von dem Amerikaner Mr. Bleibner finanziell unterstützt wurde. Nach Entdeckung etlicher Totenkammern starben beide Männer innerhalb von zwei Wochen nacheinander – Sir John an einem Herzinfarkt und Mr. Bleibner an einer Blutvergiftung. Der Neffe von Mr. Bleibner, Rupert Bleibner, erschoss sich wenige Tage nach seiner Rückkehr von den Ausgrabungen in New York. Die Presse war voll über die Geschichten eines „Ägyptischen Fluches“. Lady Willards Sohn, Guy, ist nun nach Ägypten gereist, um das Werk seines Vaters fortzusetzen. Lady Willard fürchtet nun, dass er das nächste Opfer sein könnte. Zur Überraschung von Hastings verkündet Poirot, dass er auch an die Kräfte des Aberglaubens glaube, und dass er selbstverständlich die Untersuchungen übernehmen werde.
Als erstes kabelt er nach New York, um Einzelheiten über Rupert Bleibner zu erfahren. Der junge Mann war lange Zeit als eine Art Wanderprediger in der Südsee unterwegs. Völlig verarmt, wollte er seinen Onkel um Geld bitten. Es gelang ihm, sich von „einem guten Freund“ so viel Geld zu leihen, um zu ihm nach Ägypten zu reisen. Sein Onkel weigerte sich jedoch, ihm Geld zu geben, so dass er zurück nach New York reiste und sich dann erschoss, einen Abschiedsbrief hinterlassend, dass er sich aussätzig und ausgestoßen fühlte.
Poirot und Hastings reisen nach Ägypten und schließen sich dem Ausgrabungsteam an. Sie erfahren von einem weiteren Toten des Teams, Dr. Schneider, ein Amerikaner, der an Tetanus starb. Poirot schaut sich auf dem Ausgrabungsgelände um und fühlt scheinbar immer mehr, dass die Kräfte des Bösen am Werk sind. Nachdem eine Figur des Anubis erschienen war, bringt er rund um das Gemeinschaftszelt verschiedene Schutzsymbole an und nimmt in seiner Vorlesung über okkulte Mächte unter anderem Bezug auf das Buch der Toten. Nachdem der arabische Diener Hassan, Poirot seine Tasse mit Kamillentee gebracht hat, hört Hastings, der die Wüstennacht beobachtet, wie Poirot in seinem Zelt nach dem Genuss des Tees einen Schock erleidet. Er läuft, um den Expeditionsarzt Dr. Ames zu holen. Dies war jedoch ein Trick Poirots, um den Arzt in sein Zelt zu locken. Doch bevor Hastings ihn bewachen kann, tötet sich der Arzt  mit einer Kapsel Blausäure.
Poirot erklärt, dass Rupert der Erbe seines Onkels und der Doktor der Erbe von Rupert war. Davon wusste aber niemand. Sir John starb eines natürlichen Todes, aber durch seinen Tod begannen die Spekulationen um den Fluch des Grabes und die Kraft des Aberglaubens. Poirot glaubt jedoch nicht an Übernatürliches. Klar war, dass Ruperts „guter Freund“ sich im Lager befinden musste. Denn obwohl Rupert Bleibner kein Geld in Ägypten erhalten hatte, konnte er nach New York zurückkehren. Er und der Doktor kannten sich bereits aus der Südsee, und dort hatte Rupert auch sein Testament gemacht – ein Zigarettenetui und alles was er zu diesem Zeitpunkt sonst noch besaß, sollte an den Doktor Ames gehen. Der Arzt hatte bereits in der Südsee angedeutet, dass Rupert an Lepra erkrankt sei. Der hatte ihm geglaubt, obwohl er nur einen einfachen Ausschlag hatte. Nachdem der Doktor Ruperts Onkel ermordet hatte, glaubte Rupert, dass auch er nun verflucht sei. Den Abschiedsbrief meinte er nicht bildlich, wie alle dachten, sondern glaubte tatsächlich an Aussatz erkrankt zu sein.

#### Erste Veröffentlichung im Vereinigten Königreich
The Adventure of the Egyptian Tomb: 26. September 1923 - The Sketch Magazine Ausgabe 1600, unillustriert.

#### Erste Veröffentlichung in den Vereinigten Staaten
The Adventure of the Egyptian Tomb (unter dem Titel The Egyptian Adventure): August 1924 - Blue Book Magazine Band 39, Nr. 4, eine kleine unsignierte Illustration.

#### Wichtige spätere Veröffentlichungen in Sammlungen
- März 1924, Poirot investigates, The Bodley Head (John Lane, Vereinigtes Königreich)
- 1925, Poirot investigates, Dodd, Mead and Company (New York)
- 1959, Poirot rechnet ab: Kriminalgeschichten, deutsche Erstausgabe, Übersetzung von Ralph von Stedman, Desch Verlag, München, Wien, Basel[6]

#### Verfilmungen
Für die englische Fernsehserie Agatha Christie’s Poirot mit David Suchet als Poirot, Hugh Fraser als Hastings, Philip Jackson als Japp und Pauline Moran als Miss Lemon adaptiert und verfilmt in Staffel 5.

### Der Juwelenraub im Grand Hotel
(Originaltitel The Jewel Robbery at the Grand Metropolitan)

#### Handlung
Poirot und Hastings wohnen im Grand Metropolitan Hotel in Brighton, wo sie Mr. und Mrs. Opalsen kennenlernen. Er ist ein reicher Börsenmakler, der sein Glück im Öl-Boom gemacht hat und seine Frau sammelt Juwelen aus diesen Erlösen. Sie bietet Poirot an, ihm ihre berühmten Perlen zu zeigen. Sie geht, um diese aus ihrem Zimmer zu holen, sie wurden jedoch zuvor gestohlen. Poirot wird um Hilfe gebeten. Es waren nur zwei Personen in dem Hotelzimmer, seit die Perlen das letzte Mal gesehen worden waren – Mrs. Opalsens Mädchen Celestine und das Zimmermädchen des Hotels. Celestine hatte die Order, das Zimmer nicht zu verlassen, solange das Zimmermädchen sich darin aufhielt. Beide Mädchen werden befragt und beschuldigen sich gegenseitig. Das Hotelzimmer hat einen Nebenraum, in dem Celestine schläft, und eine weitere verschlossene Tür, die zu einem zweiten Nebenraum führt. Die Mädchen waren die ganze Zeit zusammen, bis auf zwei kurze Momente von zwölf und fünfzehn Sekunden, in denen Celestine Dinge aus ihrem Zimmer holte – nicht genug Zeit, den Schrank und auch die Schachtel zu öffnen, die Perlen aus ihrer Schachtel zu nehmen, die Schachtel zu schließen und zurückzulegen. Beide werden durchsucht, aber nichts wird gefunden. Dann werden die Zimmer untersucht und die vermissten Perlen werden in Celestines Matratze gefunden. Die Sache scheint erledigt. Poirot stellt jedoch fest, dass die gefundenen Perlen eine Fälschung sind. Er befragt nochmals das Zimmermädchen und den Kammerdiener von Mr. Opalsen, ob sie eine von ihm gefundene kleine weiße Karte zuvor bereits gesehen hätten. Beide verneinen. Poirot eilt nach London und bringt am nächsten Tag Hastings und den erfreuten Opalsens die Nachricht, dass der Fall gelöst sei und die echten Perlen wieder da seien. Das Zimmermädchen und der Kammerdiener waren internationale Juwelendiebe – die Karte, die er ihnen gegeben hatte, enthielt ihre Fingerabdrücke und er gab sie Japp zur Überprüfung. Der Diener wartete auf der anderen Seite der verschlossenen Tür. Als Celestine das erste Mal das Zimmer verließ, gab sie die Schachtel heraus, beim zweiten Mal gab er die leere Schachtel zurück. Poirot kam den beiden auf die Spur, als er Spuren von Talkum (zum Dämpfen des Schubladengeräuschs) an der Schublade und im Nebenzimmer fand. Die Perlen werden im Zimmer des Dieners gefunden und den nun glücklichen Eigentümern zurückgegeben.

#### Erste Veröffentlichung im Vereinigten Königreich
The Jewel Robbery at the Grand Metropolitan (unter dem Titel The Curious Disappearance of the Opalsen Pearls): 14. März 1923 - The Sketch Magazine Ausgabe 1572, unillustriert.

#### Erste Veröffentlichung in den Vereinigten Staaten
The Jewel Robbery at the Grand Metropolitan (unter dem Titel Mrs. Opalsen’s Pearls): Oktober 1923 - Blue Book Magazine Band 37, Nr. 6, eine kleine unsignierte Illustration.

#### Wichtige spätere Veröffentlichungen in Sammlungen
- März 1924, Poirot investigates, The Bodley Head (John Lane, Vereinigtes Königreich)
- 1925, Poirot investigates, Dodd, Mead and Company (New York)
- 1959, Poirot rechnet ab: Kriminalgeschichten, deutsche Erstausgabe, Übersetzung von Ralph von Stedman, Desch Verlag, München, Wien, Basel[6]

#### Verfilmungen
Für die englische Fernsehserie Agatha Christie’s Poirot mit David Suchet als Poirot, Hugh Fraser als Hastings, Philip Jackson als Japp und Pauline Moran als Miss Lemon adaptiert und verfilmt in Staffel 5.

### Der entführte Premierminister
(Originaltitel The Kidnapped Prime Minister)

#### Handlung
Gegen Ende des Ersten Weltkrieges sitzen Poirot und Hastings zusammen und diskutieren die sensationellen Nachrichten des Tages – das Attentat auf den Premierminister, David MacAdam. Sie werden von zwei wichtigen Besuchern unterbrochen: Lord Estair, Leader of the House of Commons und Bernard Dodge, ein Mitglied des Kriegskabinettes. Sie wollen Poirot dafür gewinnen, in einer nationalen Krise zu helfen – der Premierminister ist entführt worden. Er war auf dem Weg zu einer geheimen Friedenskonferenz, die am nächsten Tag in Versailles stattfinden soll. Er kam in Boulogne-sur-Mer an, wo er in sein Auto umsteigen wollte. Das war aber nicht sein offizielles Auto, sondern ein Ersatz – sein Auto wurde später in einer Seitenstraße gefunden. Der Fahrer, ein ADC, war geknebelt und gefesselt. Während die beiden Männer Poirot die Details erzählen, erhalten sie durch einen Sonderkurier die Nachricht, dass dieses Auto nun gefunden worden sei – verlassen und darin der mit Chloroform betäubte und geknebelte Captain Daniels, der Sekretär des Premierministers. Sein Chef wird weiterhin vermisst. Poirot möchte alle Details über den zuvor stattgefundenen Angriff erfahren. Man erzählt ihm, dass sich der Premierminister auf der Rückfahrt von Windsor Castle befunden hatte, als Murphy, in Begleitung von Daniels und dem Chauffeur, eine Seitenstraße befuhr. Plötzlich waren sie von maskierten Männern umgeben. Murphy stoppte und einer der Männer schoss auf den Premierminister, streifte aber nur dessen Wange. Murphy sprang aus dem Auto und floh mit dem Schützen. Der Premierminister stoppte an einem kleinen Landkrankenhaus, ließ sich verbinden und begab sich zügig zum Bahnhof London Charing Cross, um den Zug nach Dover zu erreichen. Murphy bleibt verschwunden.
Das Auto des Premierministers wird vor einem Restaurant in Soho gefunden, das häufig von deutschen Agenten besucht wird. Poirot packt, um nach Frankreich zu reisen. Er verdächtigt sowohl Daniels als auch Murphy, wundert sich aber, warum vor der Entführung eine so melodramatische Inszenierung mit den schießenden maskierten Männern aufgeführt wurde. Mit verschiedenen den Fall untersuchenden Ermittlern, darunter auch Chefinspektor Japp, begibt sich Poirot über den Kanal. Nun in Boulogne angekommen, weigert er sich an der Suche teilzunehmen. Er sitzt nur in seinem Hotelzimmer und denkt mit seinen „kleinen grauen Zellen“ nach. Sofort nach Tagesanbruch kehrt er nach Großbritannien zurück, wo er in einem offiziellen Auto eine Tour durch die Landkrankenhäuser im Westen Londons beginnt. Zu einem Haus in Hampstead ruft er die Polizei – dort könne sie sowohl Murphy als auch den Premierminister befreien. Der eigentliche Verbrecher ist Daniels, der während der Schießerei beide entführt hatte. Auf die Reise nach London hatten sich schon Ersatzleute begeben, wobei die Bandagen im Gesicht dafür sorgten, dass der Austausch niemandem auffiel. Poirots Suche in den Krankenhäusern hatte ergeben, dass nirgendwo der Premierminister versorgt worden war. Daher wird ihm klar, dass der echte Premierminister das Land nicht verlassen hat, weshalb er jetzt Daniels und Murphy genauer untersucht. Von Daniels ist bekannt, dass er eine „Schwester“ in der Nähe von Hampstead hat. Im Haus dieser Schwester, die in Wirklichkeit Bertha Ebenthal heißt und eine deutsche Spionin ist, findet Poirot Murphy und den Premierminister. Nun reist der echte Premierminister zur Konferenz nach Versailles.

#### Erste Veröffentlichung im Vereinigten Königreich
The Kidnapped Prime Minister: 25. April 1923 - The Sketch Magazine Ausgabe 1578, unillustriert.

#### Erste Veröffentlichung in den Vereinigten Staaten
The Kidnapped Prime Minister (unter dem Titel The Kidnapped Premier): Juli 1924 - Blue Book Magazine Band 39, Nr. 3, eine kleine unsignierte Illustration.

#### Wichtige spätere Veröffentlichungen in Sammlungen
- März 1924, Poirot investigates, The Bodley Head (John Lane, Vereinigtes Königreich)
- 1925, Poirot investigates, Dodd, Mead and Company (New York)
- 1959, Poirot rechnet ab: Kriminalgeschichten, deutsche Erstausgabe, Übersetzung von Ralph von Stedman, Desch Verlag, München, Wien, Basel[6]

#### Verfilmungen
Für die englische Fernsehserie Agatha Christie’s Poirot mit David Suchet als Poirot, Hugh Fraser als Hastings, Philip Jackson als Japp und Pauline Moran als Miss Lemon adaptiert und verfilmt in Staffel 2.

### Das Verschwinden Mr. Davenheims
(Originaltitel The Disappearance of Mr. Davenheim)

#### Handlung
Inspektor Japp ist bei Poirot und Hastings zum Tee, als das Gespräch auf das aktuelle Verschwinden des Bankiers Mr. Davenheim von dessen großem Landsitz 'Die Zedern' kommt. In der für ihn typischen Art prahlt Poirot, dass er den Fall in einer Woche lösen könne, ohne aus seinem Sessel aufzustehen. Japp hält in einer Fünf-Pfund-Wette dagegen. Die Fakten in diesem Fall sind folgende: Davenheim kam am Samstagmittag aus der Stadt nach Hause. Er benahm sich völlig normal. Am späten Nachmittag ging er aus, um einige Briefe einzuwerfen. Er sagte, dass er noch einen geschäftlichen Besucher erwarte, Mr. Lowen, dieser solle im Arbeitszimmer auf seine Rückkehr warten. Mr. Davenheim kehrte niemals zurück, und keine Spur von ihm konnte auf dem Grundstück gefunden werden. Am Sonntagmorgen wurde die Polizei gerufen und am Montag wurde entdeckt, dass der im Arbeitszimmer versteckte Safe aufgebrochen und leergeräumt worden war – es fehlten Bargeld, eine große Anzahl von Inhaberschuldverschreibungen und eine umfangreiche Schmucksammlung. Obwohl er im Arbeitszimmer war, wird Lowen nicht verhaftet, aber beobachtet. Er war auf dem Landsitz, um mit Mr. Davenheim einige Geschäfte in Südamerika zu besprechen, denn Mr. Davenheim war im letzten Herbst in Buenos Aires gewesen. Poirot interessiert sich zum einen für die Tatsache, dass das Haus einen Bootsteich hat, der, so sagt ihm Japp, am nächsten Tag untersucht werden wird, und zum anderen für das Aussehen von Mr. Davenheim: Er trägt sein Haar lang und hat auch einen buschigen Vollbart. 

Am nächsten Tag kehrt Japp mit der Nachricht zurück, dass die Kleidung Mr. Davenheims im Bootsteich gefunden worden sei und Lowen verhaftet wurde. Ein gewöhnlicher Dieb – genannt Billy Kellett, polizeibekannt, weil er nach einem Taschendiebstahl drei Monate hinter Gittern verbrachte – hatte Lowen am Samstag gesehen, als dieser den Ring Davenheims in den Straßengraben warf. Er hob ihn auf, versetzte ihn in London und betrank sich von dem Geld. Er wurde festgenommen und befindet sich in Untersuchungshaft. Poirot hat nur eine Frage an Japp: Schlafen Mrs. und Mr. Davenheim in einem gemeinsamen Schlafzimmer? Als die Sache untersucht ist und die Antwort an Poirot lautet, dass das nicht mehr so sei, löst Poirot den Fall und sagt Hastings und Japp, dass sie ihr Geld aus Davenheims Bank abziehen sollten, denn sie werde zusammenbrechen. Am nächsten Tag geschieht das Vorausgesagte und Poirot enthüllt die Wahrheit. Davenheim wusste von den Schwierigkeiten seiner Bank und plante ganz langfristig ein neues Leben für sich. Im letzten Herbst ging er nicht nach Südamerika, sondern beging in der Identität von Billy Kellett den Diebstahl und ging für drei Monate ins Gefängnis. Als Kellett trat er ohne Bart auf, als er selbst mit einem falschen. In einem gemeinsamen Schlafzimmer hätte seine Frau das bemerkt. Am Samstag räumte er seinen eigenen Safe aus, bevor Lowen (den er bestellt hatte) im Haus ankam. Beim „Verschwinden“ Mr. Davenheims war er bereits als Kellett in Polizeigewahrsam und niemand verdächtigte ihn. Mrs. Davenheim identifiziert ihren Mann und Japp zahlt die fünf Pfund an Poirot.

#### Erste Veröffentlichung im Vereinigten Königreich
The Disappearance of Mr. Davenheim: 28. März 1923 - The Sketch Magazine Ausgabe 1574, unillustriert.

#### Erste Veröffentlichung in den Vereinigten Staaten
The Disappearance of Mr. Davenheim (unter dem Titel Mr Davenby Disappears - der Name wurde in der gesamten Geschichte geändert): Dezember 1923 - Blue Book Magazine Band 38, Nr. 2, eine kleine unsignierte Illustration.

#### Wichtige spätere Veröffentlichungen in Sammlungen
- März 1924, Poirot investigates, The Bodley Head (John Lane, Vereinigtes Königreich)
- 1925, Poirot investigates, Dodd, Mead and Company (New York)
- 1959, Poirot rechnet ab: Kriminalgeschichten, deutsche Erstausgabe, Übersetzung von Ralph von Stedman, Desch Verlag, München, Wien, Basel[6]

#### Verfilmungen
Hercule Poirot The Disappearance of Mr. Davenheim (Das Verschwinden Mr. Davenheims) wurde am 1. April 1962 im General Electric Theater präsentiert, einer amerikanischen Fernsehserie, die von General Electrics gesponsert und von Ronald Reagan produziert wurde. Die Folge unter dem Titel Hercule Poirot ist ein dreißigminütiges Fernsehspiel unter der Regie von John Brahm. In dieser Adaption spielt Martin Gabel den Poirot, sein Fernsehdebüt für diese Rolle.
Für die englische Fernsehserie Agatha Christie’s Poirot mit David Suchet als Poirot, Hugh Fraser als Hastings, Philip Jackson als Japp und Pauline Moran als Miss Lemon adaptiert und verfilmt in Staffel 2.
Anmerkung zu dieser Verfilmung: Im Unterschied zum Buch erhält Poirot am Ende einen Papagei (parrot). Das führt zu einem der berühmtesten Dialoge der Serie: „I've a Parrot here for Mr Poi-rot“. -  „It is Pronounced Poirot.“ - „Oh sorry. I've a Poirot here for a Mr. Poi-rot.“

### Das Abenteuer des italienischen Edelmannes
(Originaltitel The Adventure of the Italian Nobleman)

#### Handlung
Poirot und Hastings genießen in ihren Räumen die Gesellschaft eines Nachbarn, Dr. Hawker, als die Haushälterin des Mediziners mit der Nachricht eintrifft, dass sie einen telefonischen Hilferuf des Patienten Graf Foscatini erhalten habe. Poirot und Hastings begleiten den Arzt, als er zur Wohnung Foscatinis im vornehmen Appartementhaus Regents Court stürmt. Dem Liftboy ist aufgefallen, dass Graves, der Diener Foscatinis, das Haus verlassen hat, ohne zu sagen, dass etwas nicht in Ordnung ist. Die Wohnung ist verschlossen, aber der Hausmeister kann ihnen die Tür öffnen. Im Esszimmer finden sie einen für drei Personen gedeckten Tisch mit den Resten einer beendeten Mahlzeit. Der Graf ist allein und tot – sein Kopf wurde mit einer kleinen Marmorstatue zertrümmert.
Zuerst befragt Poirot den Koch. In der obersten Etage des Gebäudes befindet sich eine Küche, in der die Mahlzeiten zubereitet werden und an die auch das schmutzige Geschirr geht. Besonderes Interesse zeigt Poirot zum einen für die Tatsache, dass vom Dessert nur wenig gegessen wurde und zum anderen dafür, dass der Graf nach seinem Hilferuf den Hörer des Telefons wieder aufgelegt hat. Die Polizei kommt gemeinsam mit dem Diener Graves in der Wohnung an. Der erzählt, dass Foscatini gestern zuerst von zwei Gästen besucht wurde. Beide waren Italiener; ein Mann in den Vierzigern mit dem Namen Ascanio und ein Mann von ungefähr vierundzwanzig Jahren. Graves hatte die Unterhaltung belauscht und Drohungen herausgehört. Der Graf lud die beiden für den nächsten Tag zum Dinner ein und gab Graves unerwartet für den Abend frei, nachdem der das Dinner und den Portwein serviert hatte.
Ascanio wird schnell verhaftet. Poirot spricht jedoch von drei interessanten Punkten: Der Kaffee war sehr schwarz, das Dessert war relativ unberührt und die Vorhänge waren nicht zugezogen. Der italienische Botschafter gibt Ascanio ein Alibi, was die Vermutung zulässt, die Sache solle vertuscht werden. Ascanio bestreitet, Foscatini zu kennen. Poirot lädt Ascanio zu einem Gespräch ein und zwingt ihn zuzugeben, dass er Foscatini kannte, dieser sein Erpresser war und die Verabredung am Morgen dazu diente, um ihm das Geld zu geben, das er von einer Persönlichkeit in Italien forderte. Die Transaktion war von der italienischen Botschaft arrangiert und der junge Mann ein Sekretär der Botschaft. Nachdem Ascanio gegangen ist, präsentiert Poirot Hastings die Lösung: Graves sei der Mörder. Er habe die Transaktion des Geldes belauscht und begriffen, dass Ascanio seine Beziehungen zu Foscatini nicht würde zugeben können. Der tote Mann habe keine Dinnergäste gehabt. Graves habe ihn getötet, als er alleine war, und die Mahlzeiten bestellt und gegessen, bis ihn beim Dessert der Appetit verließ. Der Kaffee sei für drei serviert und angeblich auch getrunken worden, aber Foscatinis brillantweiße Zähne zeigten, dass er mit einer solchen Substanz nicht in Berührung gekommen sein könne. Letztendlich zeigten die offenen Vorhänge, dass Graves die Wohnung noch im Hellen verlassen haben musste und nicht zu der Zeit, die er angab. Er hatte den Anruf von einer Telefonzelle aus vorgenommen. Poirot erzählt Japp von seiner Theorie, der lässt Untersuchungen vornehmen und Poirot behält recht.

#### Erste Veröffentlichung im Vereinigten Königreich
The Adventure of the Italian Nobleman: 24. Oktober 1923 - The Sketch Magazine Ausgabe 1604, unillustriert.

#### Erste Veröffentlichung in den Vereinigten Staaten
The Adventure of the Italian Nobleman (unter dem Titel The Italian Nobleman): Dezember 1924 - Blue Book Magazine Band 40, Nr. 2, eine kleine unsignierte Illustration.

#### Wichtige spätere Veröffentlichungen in Sammlungen
- März 1924, Poirot investigates, The Bodley Head (John Lane, Vereinigtes Königreich)
- 1925, Poirot investigates, Dodd, Mead and Company (New York)
- 1959, Poirot rechnet ab: Kriminalgeschichten, deutsche Erstausgabe, Übersetzung von Ralph von Stedman, Desch Verlag, München, Wien, Basel[6]

#### Verfilmungen
Für die englische Fernsehserie Agatha Christie’s Poirot mit David Suchet als Poirot, Hugh Fraser als Hastings, Philip Jackson als Japp und Pauline Moran als Miss Lemon adaptiert und verfilmt in Staffel 5.

### Das fehlende Testament
(Originaltitel The Case of the Missing Will)

#### Handlung
Poirot erhält die ungewöhnliche Bitte um Hilfe von einer Miss Violet Marsh. Sie war mit vierzehn Jahren verwaist und lebte seitdem in Devon im großen Landhaus ihres Onkels Andrew, der vor kurzem aus Australien zurückgekehrt war, wo er sein Glück gemacht hatte. Er hat eine altmodische Einstellung zur Bildung von Frauen und war auch dagegen, als sich seine Nichte aus Büchern bildete. Violet begehrte gegen ihn auf und es gelang ihr vor neun Jahren, das Girton College zu besuchen. Obwohl ihr Verhältnis etwas angespannt war, hielt sie doch eine freundschaftliche Beziehung zu ihrem Onkel aufrecht. Andrew Marsh starb vor einem Monat, ein Testament mit einer eigenwilligen Klausel hinterlassend. Das Testament stammt vom 25. März 11 Uhr und verfügt, dass seine „clevere“ Nichte für ein Jahr in seinem Haus wohnen dürfe und in dieser Zeit ihren Geist anstrengen solle. Danach werde sein gesamtes Vermögen an Wohltätigkeitsorganisationen gehen und sie mit Nichts gehen. Poirot ist ebenso wie Miss Marsh überzeugt, dass entweder Geld oder ein zweites Testament im Haus versteckt ist und verspricht, bei der Suche zu helfen.
Poirot und Hastings reisen nach Devon, wo sie von Marshs freundlichen Hausangestellten – Mr. und Mrs. Baker – empfangen werden. Diese erzählen, dass sie zwei Testamente bezeugt und unterschrieben hätten, weil Marsh ihnen gesagt habe, dass beim ersten ein Fehler passiert sei; über den Inhalt der Dokumente wissen sie nach eigenen Angaben nichts. Unmittelbar nach der Unterzeichnung habe Marsh das Haus verlassen, um offene Rechnungen bei seinen Lieferanten zu bezahlen. Poirot und Hastings schauen sich um und Poirot ist über die Ordnung und Methode des toten Mannes erfreut – bis auf einen Aspekt: Der Schlüssel zu einem Rollladenschreibtisch ist nicht so ordentlich beschriftet wie alle anderen Schlüssel und steckt zudem in einem schmutzigen Umschlag. Poirot befragt einige Arbeiter und erfährt, dass sie ein geheimes Fach in eine Wand eingebaut hätten. Aber bis auf ein Stück Papier, das von einem Testamentsformular stammt, findet er dort nichts. Nach langer Suche erklärt er sich geschlagen und will nach London zurückkehren, als er sich plötzlich daran erinnert, dass Marsh nach der Unterzeichnung des Testamentes die Lieferanten besuchte. Sie rennen zum Haus zurück, Poirot stürzt an den Schreibtisch, nimmt den schmutzigen Umschlag, faltet ihn auseinander und hält ihn über das Feuer. Es erscheint ein Text, der Violet zur Alleinerbin macht – am 25. März um 12:30 Uhr – diesmal bezeugt von Albert Pike, dem Zuckerbäcker und dessen Frau, Jessie Pike. Auch die Beschriftung des Schlüssels hat er durch einen Händler in der Stadt machen lassen, um eine Spur zu legen. Somit hat Miss Marsh ihren herausragenden Geist gezeigt – sie hat Poirot mit der Suche betraut.

#### Erste Veröffentlichung im Vereinigten Königreich
The Case of the Missing Will: 31. Oktober 1923 - The Sketch Magazine Ausgabe 1605, unillustriert.

#### Erste Veröffentlichung in den Vereinigten Staaten
The Case of the Missing Will (unter dem Titel The Missing Will): Januar 1925 - Blue Book Magazine Band 40, Nr. 3, eine kleine unsignierte Illustration.

#### Wichtige spätere Veröffentlichungen in Sammlungen
- März 1924, Poirot investigates, The Bodley Head (John Lane, Vereinigtes Königreich)
- 1925, Poirot investigates, Dodd, Mead and Company (New York)
- 1959, Poirot rechnet ab: Kriminalgeschichten, deutsche Erstausgabe, Übersetzung von Ralph von Stedman, Desch Verlag, München, Wien, Basel[6]

#### Verfilmungen
Für die englische Fernsehserie Agatha Christie’s Poirot mit David Suchet als Poirot, Hugh Fraser als Hastings, Philip Jackson als Japp und Pauline Moran als Miss Lemon adaptiert und verfilmt in Staffel 5.

## Die amerikanische Version des Buches
Die amerikanische Version des Buches, ein Jahr später veröffentlicht, enthält drei weitere Kriminalgeschichten, die im Vereinigten Königreich bis zum Jahr 1974 nicht veröffentlicht wurden. Die deutsche Übersetzung stammt aus dem Jahr 1986.

## Kritiken
Der Rezensent im Times Literary Supplement vom 3. April 1924 beginnt sehr vorsichtig, schreibt dann aber positiver: „In dem ersten von Poirots Abenteuern finden wir einen berühmten Diamanten, der das Auge eines Gottes war, und eine kryptische Botschaft, dass er seinem Besitzer beim nächsten Vollmond genommen wird, da fühlen wir uns doch sehr an unseren guten alten Freund, den guten alten Moonstone erinnert (Der Monddiamant von Wilkie Collins ist ein britischer Episodenroman, der im Allgemeinen als der erste Detektivroman in englischer Sprache angesehen wird). Aber dazu haben wir nicht das Recht, denn die Geschichte ist durchaus originell“. Der Kritiker beschreibt weiterhin Poirot als „einen durchaus angenehmen und unterhaltsamen Menschen“.
The New York Times Book Review besprach in ihrer Ausgabe vom 20. April 1924 die britische Ausgabe und wartete nicht bis zum Erscheinen der amerikanischen Ausgabe 1925. Der unbekannte Kritiker mag das Buch, findet die Geschichten aber klischeehaft und wenig originell und zieht einige Vergleiche zu Sherlock Holmes. Er beginnt: „Agatha Christies Held … ist traditionell, fast schon wie eine Karikatur, aber seine Abenteuer sind amüsant und die Probleme, die er geschickt entwirrt, sind schön gestrickt.“ Er gibt zu, dass einige Beweise Poirots strafrechtlich nicht verwendet werden könnten und schließt: „Miss Christies neues Buch, in einem Wort, ist leicht zu lesen. Aber es ist entwaffnend bescheiden und es wird einem breiten Publikum gefallen, das gerne Kriminalgeschichten liest, weil es das Verbrechen salonfähig macht.“

## Hörbücher der Sammlung
- 2008 Hercule Poirot rechnet ab (6 CDs): einzige ungekürzte Lesung. Sprecher: Martin Maria Schwarz. Regie: Hans Eckardt: Verlag und Studio für Hörbuchproduktionen Marburg[10]

## Veröffentlichung der Sammlung
Die Vorbereitung des Buches stellt den endgültigen Tiefpunkt in der Beziehung zwischen Christie und dem Verleger John Lane dar. Christie ist sich inzwischen bewusst geworden, dass der Vertrag über sechs Bücher, den sie mit John Lane abgeschlossen hatte, unfair ist. Da sie den Vertrag zu Beginn ihrer Karriere abgeschlossen hatte, konnte Lane nicht nur bestimmen, was in die Sammlung kam, sondern auch, wann das jeweilige Buch erscheinen soll. Auch der Titel: Die grauen Zellen des Monsieur Poirot gefiel ihr nicht. Sie setzte sich sowohl bezüglich des Titels durch als auch darin durch, dass das Buch mit in ihren Sechs-Bücher-Vertrag gezählt wurde, obwohl die Geschichten schon vorher im Sketch-Magazine erschienen waren. Dieser Streit kam sogar vor Gericht – Christie gewann.

## Widmung
Dies ist das erste Buch Agatha Christies ohne Widmung. Da sie sonst ihre Bücher meist ihr nahestehenden Personen (einschließlich ihres Hundes) widmete, ist die fehlende Widmung nur durch das oben beschriebene Zerwürfnis mit ihrem Verleger zu erklären – und dadurch, dass ihr das veröffentlichte Buch persönlich nichts bedeutete.